# Riksmötet 1975/1976
Riksmötet 1975/76 var Sveriges riksdags verksamhetsår 1975–1976. Det pågick från riksmötets öppnande den 15 oktober 1975 till riksmötets avslutning den 4 juli 1976.
I riksdagen hade båda blocken (S+VPK och C+F+M) 175 mandat var, varför några voteringar fick avgöras genom lottning. Under riksmötet 1975/76 gällde detta 79 av totalt 1 150 voteringar.
Riksdagens talman under riksmötet 1975/76 var Henry Allard (S).